# Adastocephalum
Adastocephalum – rodzaj stawonogów z wymarłej gromady trylobitów, z rzędu Phacopida.
Żył w okresie wczesnego dewonu.